# Баратова, Людмила Алексеевна
Людмила Алексеевна Баратова (род. 7 сентября 1939) — российский химик, лауреат Государственной премии РФ в области науки и технологий (2000).

## Биография
Родилась 7 сентября 1939 года в Москве.
Окончила химфак МГУ (1962).
С 1966 г. работает в НИИ физико-химической биологии имени А. Н. Белозерского МГУ, со 2 ноября 1970 г. зав. Отделом хроматографического анализа.
Доктор химических наук (1998). Профессор по специальности № 02.00.10 — биоорганическая химия с 11 июня 2010 г.
На 2017 год: 134 статьи, 4 книги, 35 докладов на конференциях, 26 тезисов докладов, 15 НИР, 1 патент.

## Книги
- 2011 Экспериментальные методы исследования белков и нуклеиновых кислот. Раздел II. Задачи по выбору. Учебно-методическая разработка к спецпрактикуму по химии белка, нуклеиновых кислот и нуклеопротеидов. Донцова О. А., Сергиев П. В., Баратова Л. А., Ксенофонтов А. Л., Бачева А. В., Родина Е. В., Сумбатян Н. В., Коршунова Г. А., Орецкая Т. С., Романова Е. А., Ташлицкий В. Н., Спиридонова В. А., Дарий М. В., Смирнова И. Г., Лацис Р. В., Прасолов В. С., Смирнов И. В., Копылов А. М., Хайрулина Г. А., Юминова А. В. Отдел оперативной печати и информации химического факультета МГУ имени М. В. Ломоносова Москва, 88 с.
- 2009 Экспериментальные методы исследования белков и нуклеиновых кислот. Раздел I. Общий практикум. Методические разработки к спецпрактикуму по химии белка, нуклеиновых кислот и нуклеопротеидов. Баландина Г. Н., Лавренова Г. И., Баратова Л. А., Ташлицкий В. Н., Сергиев П. В., Громова Е. С., Кирсанова О. В., Филиппова И. Ю., Бачева А. В., Королева О. Н., Кордюкова Л. В., Серебрякова Л. В., Лукашина Е. В. Отдел оперативной печати и информации химического факультета МГУ имени М. В. Ломоносова Москва, 83 с.
- 2002 Экспериментальные методы исследования белков и нуклеиновых кислот. Методические разработки к спецпрактикуму по химии белка, нуклеиновых кислот и нуклеопротеидов. Баландина Г. Н., Лавренова Г. И., Баратова Л. А., Ташлицкий В. Н., Сергиев П. В., Громова Е. С., Филиппова И. Ю., Бачева А. В., Королева О. Н. Отдел оперативной печати и информации химического факультета МГУ имени М. В. Ломоносова Москва, 58 с.
- 1999 Тритиевая планиграфия биологических макромолекул. Баратова Л. А., Богачева Е. Н., Гольданский В. И., Колб В. А., Спирин А. С., Шишков А. В. Академиздатцентр «Наука» (Москва) , ISBN 5-02-004460-1, 175 с.

## Награды и звания
Лауреат Государственной премии РФ в области науки и технологий (2000) в составе коллектива: Богачева Е. Н., Волынская А. В., Гольданский В. И., Шишков А. В., Агафонов Д. Е., Колб В. А., Спирин А. С., Баратова Людмила Алексеевна — за работу «Химия горячих атомов трития как основа метода исследования поверхностных молекулярных слоев и структуры биополимеров».